# أليكساندر جينجراس
أليكساندر جينجراس هو مهندس كندي، ولد في 5 أغسطس 1974 في كيبك في كندا.